# Tvillingdvärgspindel
Tvillingdvärgspindel (Wabasso replicatus) är en spindelart som först beskrevs av Holm 1950.  Tvillingdvärgspindel ingår i släktet Wabasso och familjen täckvävarspindlar. Arten är reproducerande i Sverige. Inga underarter finns listade i Catalogue of Life.